# Olavi Rimpiläinen
Väinö Olavi Rimpiläinen, född 12 augusti 1937 i Siilinjärvi, nära Kuopio död 3 december 2019 i Uleåborg, var biskop iUleåborgs stift inom Evangelisk-lutherska kyrkan i Finland. Han verkade som biskop i Uleåboorg åren 1979–2000.
Rimpiläinen blev teologie kandidat år 1961 frånHelsingfors universitet. Teol. dr blev han år 1971 med sin avhandling Läntisen perinteen mukainen hautauskäytäntö Suomessa ennen isoavihaa (på svenska ungefär Begravningspraxis enligt den västra traditionen i Finland före stora ofreden). Före Rimpiläinen blev biskop verkade han bland annat som församlingspräst i Pielisensuu och som religionslärare vid Joensuu normallyceum.
ütan att själv ansluta sig till læstadianismen blev Rimpiläinen som biskop i det starkt læstadianska Lappland känd som slutligen den ende biskopen i den evangelisk-lutherska kyrkan i Finland med så kallad traditionell ämbetssyn. Detta resulterade i att han inte vigde kvinnor till präster. Genom ärkebiskopens samförstånd och de övriga biskoparnas solidaritet fortsatte detta under hela hans biskopstid. Genom sitt chosefria sätt  sin gemytlighet och slagfärdighet var han en uppskattad och populär biskop i sitt stift.
Genom sin samverkan med den ortodoxe metropoliten Leo Makkonen i Uleåborg kom han genom deras gemensamma påskgudstjänster att bli känd som initiativtagare till den vad som kom att kallas Uleåborgsekumeniken. 

## Utmärkelser
- Kommendörstecknet av Finlands Vita Ros’ orden[4]

[Redigera Wikidata]